# Обнуляюча інтерферометрія

Комбінування зображення з двох джерел

"Обнуляюча інтерферометрія" (англ. nulling interferometry, nuller) - варіант інтерферометрії, який дозволяє скомбінувати сигнал від декількох телескопів так, щоб прибрати з нього потужніші джерела світла, залишивши тільки довколишні слабкі сигнали. Уперше ця методика була запропонована для пошуку планет за межами сонячної системи у 1978 році астрономом Рональдом Брейсвеллом.